# Rocket (Edie Brickell & New Bohemians)
Rocket è il quarto album in studio del gruppo musicale statunitense Edie Brickell & New Bohemians, pubblicato nel 2018.

## Tracce
1. What Makes You Happy – 4:02 (Edie Brickell)
2. Superhero – 4:34 (Brickell, Kenny Withrow)
3. Obvious – 5:03 (Brickell, Withrow, Brad Houser, John Bush, Brandon Aly)
4. Trust – 3:50 (Brickell, Withrow)
5. Singing in the Shower – 2:44 (Brickell, Withrow)
6. I Don't Need a Man – 2:57 (Brickell)
7. Exaggerate – 2:45 (Brickell, Withrow, Houser, Bush, Aly)
8. Eyes in the Window – 4:47 (Brickell, Withrow)
9. Colors – 4:17 (Brickell, Withrow, Houser, Bush, Aly)
10. Drawn to You – 3:22 (Brickell, Withrow)
11. Tell Me – 3:24 (Brickell, Withrow, Houser, Bush, Aly)
12. Green Magic – 4:38 (Brickell, Withrow, Houser, Bush, Aly)
13. Far Away – 2:26 (Brickell)